# Azirină
Azirina este un compus heterociclic triciclic, nesaturat, cu azot, cu formula chimică C2H3N. Este analogul nesaturat al aziridinei. Există doi compuși izomeri ai azirinei: 1H-azirina, izomerul instabil care suferă o transpoziție a legăturii duble și 2H-azirina, tautomerul acesteia, în care legătura dublă este localizată la atomul de azot. 2H-azirinele sunt considerate imine ciclice și sunt izolabile.

## Obținere
2H-azirina se obține adesea în urma reacției de termoliză a azidei de vinil. În această reacție, mecanismul evoluează cu formarea unui intermediar nitrenă.
O altă metodă presupune o reacție de oxidare a analogului saturat, aziridina.

## Proprietăți

### Ion aziriniu
Forma cationică a azirinei (ionul aziriniu) este cel mai mic sistem aromatic heterociclic posibil, și prezintă următoarele structuri de rezonanță:

### Altele
Fiind un compus ciclic, azirina suferă reacții de deschidere a ciclului, putând fi atât agent nucleofil, cât și agent electrofil.
Structura sa este un intermediar în mecanismul transpoziției Neber.